# لاديسلاف يوركميك
لاديسلاف يوركميك، من مواليد 20 يوليو 1953 في ياكوف، لاعب كرة قدم تشيكوسلوفاكي سابق، ومدرب كرة قدم حالي.
و قد لعب مع منتخب تشيكوسلوفاكيا لكرة القدم 57 مباراة وسجل ثلاثة أهداف.
و يدرب حاليا نادي أنتر براتيسلافا في سلوفاكيا.

## روابط خارجية
- لاديسلاف يوركميك على موقع الاتحاد الدولي (مؤرشف)  (الإنجليزية)
- لاديسلاف يوركميك على موقع الاتحاد التشيكي (الإنجليزية)
- لاديسلاف يوركميك على موقع قاعدة بيانات كرة القدم.إي يو (الإنجليزية)
- لاديسلاف يوركميك على موقع ناشيونال فوتبول تيمز (الإنجليزية)